# General Salgado (kommun)
General Salgado är en kommun i Brasilien.   Den ligger i delstaten São Paulo, i den södra delen av landet, 600 km söder om huvudstaden Brasília. Antalet invånare är 10 674.
Följande samhällen finns i General Salgado:
- General Salgado

Omgivningarna runt General Salgado är en mosaik av jordbruksmark och naturlig växtlighet. Runt General Salgado är det ganska glesbefolkat, med 25 invånare per kvadratkilometer.